# Cherokees
Els cherokees són un poble indígena de la família lingüística iroquesa. S'autoanomenaven tsalagi 'poble de les coves', i eren anomenats pels creek tsologi 'poble amb una altra llengua' o chiluk ki 'poble de les coves', d'on vindrà salakies o chaloquíes. També s'anomenaven Ani-yun-wiya 'genuïns' o 'poble principal', i Ani-kitu-hwagi 'gent de Keetowa'. Eren dividits en set clans de descendència matrilineal, que dividien la tribu en dos grups, Ottare (muntanya) i Aytare (vall). Els set clans eren aniwaya (llop), anikawi (cérvol), aniwadi (pintura), anitsiskwa (ocell), anigilahi (gent de cabell llarg), anilahani i anigatagewi.

## Localització geogràfica

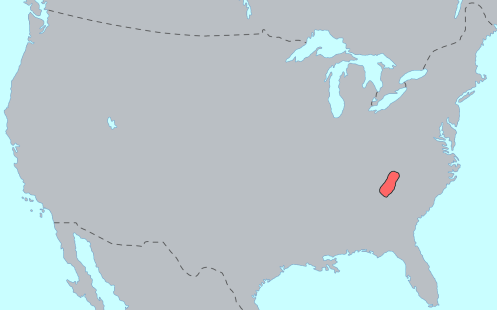
Territori cherokee en el segle XVI

Ocupaven antigament parts dels territoris actuals de Virgínia, el sud-oest de Carolina del Nord, l'oest de Carolina del Sud, el nord de Geòrgia, Tennessee i nord d'Alabama, amb una extensió de 100.000 km² i amb capital a Okmulgee o a Tahlequah. Es dividien en tres zones:
- Les muntanyes Smoky (a les Apalatxes), amb la ciutat de Tanasi.
- Les ciutats del mig (Newkasi i Qualla), a l'est de les Smoky (Apalatxes) i els rius Little Tennessee i French Broad.
- Les ciutats baixes (Keowee), a Carolina del Sud, que controlaven les fonts del Savannah.

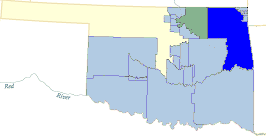
Mapa de les zones de presència actual de la Nació Cherokee a Oklahoma

Actualment, de les tres tribus reconegudes pel govern dels EUA, dues viuen a Oklahoma, on tenien el 1971 un total de 146.598 acres (dels 19,5 milions que tenien el 1891). Els cherokees van ser traslladats a la força pel govern, en una deportació coneguda com el Camí de les Llàgrimes. La tercera se'n va quedar a la reserva Quallah de Carolina del Nord, amb 44.000 acres.

## Demografia
Quan van arribar els espanyols potser eren 60.000 individus. Cap al 1650 eren uns 22.500, i el 1760, uns 30.000. El 1809 n'eren 13.000, i el 1820 havien augmentat fins a 21.000. Van passar de 15.000 el 1839 a 21.000 el 1861, 1.000 blancs i 4.000 negres el 1861, però el 1866 havien estat reduïts a 13.566. El 1900 eren uns 47.000. Cap al 1970 hi havia a Oklahoma 47.000 indis purs i 15.000 mestissos, i la resta, uns 3.000 a Carolina del Nord; un total de 65.000 individus. El 1980, segons Asher, n'hi havia 72.000 a Oklahoma (dels quals 22.500 parlaven l'idioma) i 9.000 a Carolina del Nord (dels quals el parlaven uns 3.000). El 1990 hi havia un total de 232.344 persones que afirmaven ser cherokees, que van augmentar a 308.132 el 2000, però només es consideren oficialment cherokees tres grups:
- Cherokee Nation, a Oklahoma N. Occ., en un territori d'unes 7.000 milles quadrades, uns 104.000 individus.
- Keetowah Cherokee, al nord d'Oklahoma, uns 7.000 individus (en total, el 1995 n'hi havia 114.564 a la reserva, però 174.716 en el rol tribal).
- Eastern Band, a Carolina del Nord, uns 10.000 individus (el 1988 eren 8.822, dels quals 5.971 vivien a la reserva i 2.851 fora; el 1995 n'hi havia 11.240 en el rol tribal).

Segons el cens dels Estats Units del 2000, hi havia 729.533 cherokees, dels quals només 281.069 eren purs.

## Costums
Eren alts, de color de pèl clar, nas aguilenc i mirada penetrant. Vivien en ciutats i es dividien en set clans, amb els membres de cada vila de descendència matrilineal i exògams. Habitaven cases quadrades o allargades de pals fent bastiment, cobertes d'escorça, fusta i parets entrellaçades i cobertes amb terra i fang. Cada vila tenia un o dos campaments de 350 a 600 habitants (n'hi havia més de 100 poblats). Conreaven moresc, pèsols i carabasses; caçaven i recollien fruites tot practicant una agricultura de tallar i cremar. Cap al 1700 adoptaren el cavall.
Tota la seva política restava a les viles individuals, les principals de les quals eren Tanasi, Etowah, Newkasi, Keowee, Tellequah, Chota i Kituhwa, i van fer dos cossos polítics, Roig per la guerra i Blanc per la pau, ambdós amb cabdills no hereditaris (el de guerra rebia el nom d'Outacity 'assassí') que presidien dos consells, un amb representants dels set clans i l'altre amb els ancians. El Blanc s'encarregava d'organitzar l'agricultura, els afers religiosos i un cos de missatgers, mentre que el Roig s'encarregava dels afers de guerra i defensa, dirigits pel guerrer més reconegut.
Rebien sovint atacs dels mohawks, que eren contestats amb igual feresa. Feien expedicions punitives, però també ajudaven als pobres. Les dones eren admeses en els consells, i algunes esdevenien guerreres, però eren encarregades de l'agricultura i de la custòdia dels presoners. No reconeixien cap autoritat central; els presoners eren serfs i gradualment els adoptaven. No guerrejaven entre ells, i les disputes eren resoltes mitjançant un joc de pilota. Els guerrers practicaven una dansa nocturna, i tenien alguns tabús sexuals. Jugaven al lacrosse, joc de pilota amb raquetes que durant la guerra tenia un ritual sagnant. Altres cerimònies seves eren la Cerimònia de Tardor, similar al busk dels creek, i la Cerimònia del Nou Foc, celebració del nou any durant tres setmanes i un bany final ritual. Consideraven Kana'ti com el primer home creat, i Selu com la primera dona.

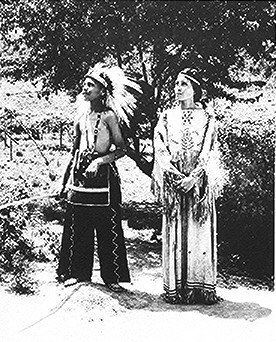
Nois cherokees de Carolina del Nord, 1939

Creien que les malalties procedien dels esperits dels animals, que així es venjaven dels humans per matar-los i massacrar-los. Creien en un gran esperit, l'Amo de la vida, que era a tot arreu, i que era adorat mitjançant la immersió ritual en el riu (conegut com "l'home llarg"). També escrivien en wampums.

## Govern
La Nació Cherokee és actualment una república amb una constitució aprovada el juliol del 1976 amb separació de poders: el legislatiu en mans del Principal Chief, l'executiu en mans del Tribal Council, presidit per un Deputy Principal Chief, tots ells escollits per un període de quatre anys, i el judicial en el Cherokee Nation Judicial Appeals Tribunal de tres membres, amb jurisdicció en els 14 comtats on els cherokees són majoria. També tenen el seu propi Cherokee Nation Judicial Code i potestat per a cobrar alguns impostos. Per a veure la llista dels governants cherokees, vegeu Governants Cherokee.

## Història

### Orígens
Potser els seus avantpassats foren els Mound Builders i la cultura Adena, que habitaren al territori en el 10.000 aC i van construir ciutats en monticles molt habitades, com Cahokia, que potser tenia entre 38.000 i 75.000 habitants.
El 1539 van rebre l'expedició d'Hernando de Soto amb l'inca Garcilaso de la Vega des de Tampa al sud dels Apalatxes, on ja hi havia passat la pesta, i el maig del 1540 arribà a Xualla (Carolina del Nord), on va contactar amb els chalaquies. En les cròniques parla de la ciutat de Guasili o Guaxule (avui el monticle de Nocooche, vora Clarksville, N. Georgia), i Chiaha o Ychiaha (avui potser Etowah).
A començaments del segle xviii comerciaren amb els britànics pells a canvi de fusells, teles i acer, al port de Charleston (entre el 1700 i el 1715 van traficar un milió de pells de cérvol). El 1712 enviaren 100 soldats per ajudar els anglesos a lluitar contra els tuscarora. El 23 de març del 1730 l'emissari del rei Jordi III d'Anglaterra, sir Alexander Cuming, reuní a Keowee uns 300 mandataris cherokees i els convencé en la reunió de Newkasi (avui Franklin, Carolina del Nord) perquè reconeguessin amb el títol d'emperador dels cherokees el cabdill Moytoy de Tellico (Tennessee), i així el 1740 un grup comandat per Kalanu/The Raven va prendre part en l'expedició de James Oglethorpe a Saint Augustine (Florida).
Els anglesos estaven acostumats a la jerarquia i suposaven que calia nomenar un destacat cherokee com a rei i tractar amb ell. Tanmateix, la nació cherokee era una federació dispersa de 30.000 indis (d'ells, 6.000 guerrers) en un territori de 100.000 km² (dels quals les ciutats en controlaven 15.000) en 64 ciutats unides només per l'idioma, la cultura i el parentiu, i els cabdills dirigien mitjançant l'exemple una mena de democràcia nadiua. Per això, el 1730 enviaren Attakullakulla (mort el 1783), aleshores jove guerrer, a Londres, on fou rebut per Jordi III a Windsor. Allí s'hi passejà vestit amb plomes i cues de cavall, i signà un tractat amb els britànics. Tanmateix, el 1738 van patir la primera epidèmia de verola que els va reduir a la meitat. Un dels supervivents, Skiagunsta, fou nomenat cap dels Keowee el 1750. Molts bruixots i xamans van trencar les seves relíquies en veure que no hi podien fer res. Alhora, el 1739, els francesos fundaren Fort Toulouse (avui a Montgomery, Alabama) i es van fer amics del cap Oconostota (Salsitxa de Marmota) o Stalking Turkey, rival d'Attakullakulla, i intentaren apartar-lo dels britànics. El primer era cap militar de Chota, i el segon primer ministre, i tots dos obeïen a l'uku o rei de la ciutat, Caneecatee/Old Jump, oncle d'Attakullakulla, que va fer de Chota la capital cherokee, i el seu uku heretaria de Moytoy el títol d'emperador.

### Contacte amb els anglesos
Caneecatee estava ressentit contra els anglesos perquè la verola li havia desfigurat la cara. Alhora, durant bona part del període 1740-1750 Attakullakula va viure al Quebec com a ostatge dels ottawa, però s'hi entrevistà amb els francesos. Tot i així, quan començà la Guerra franco-índia el 1754 donaren suport inicial als anglesos mercè el pacte de Saluda entre Attakullakulla i James Glenn (governador de Carolina del Nord el 1755), que convertia el país en un protectorat britànic a canvi de protecció contra els francesos.
Però la ineptitud de Braddock, que farà que els derrotin a Fort Duquesne (Pittsburg) el 9 de juliol del 1755, el fet que alguns soldats colons arrenquin les cabelleres dels iroquesos caiguts en combat per cobrar-les com la dels enemics, i la construcció de Fort Loundoun vora Chota i de Fort Prince George vora Keowee el 1757, els soldats dels quals violaran dones índies, tot plegat provocarà la venjança cherokee el 1759. Com que Wolfe conquerí Quebec i Montreal, Oconostota i Attakullakulla amb 30 guerrers anaren a Charleston a parlar amb William Lyttleton, nou governador de Carolina del Nord. Els dos caps foren alliberats, però la resta foren empresonats, i més tard, assassinats a la presó. Això provocarà que el 1760 es revoltessin contra els anglesos; assetjaren Fort Loundoun, que serà ocupat l'agost i el deixaren evacuar, però mataren 30 oficials i feren 200 presoners.
Aleshores, lord Amherst enviaria contra ells 2.600 soldats amb el coronel James Grant. El 27 de maig del 1761 Attakullakulla intentà pactar, però el juny Grant els atacà: 15 ciutats foren cremades, així com els conreus, i 5.000 indis hagueren d'amagar-se a les muntanyes. Després de diverses converses entre setembre i desembre del 1761 entre Attakullakulla i el governador William Bull, els cherokees signaren la pau amb els anglesos. I el 1762 els seus caps Cune Shote/Stalking Turkey, cap guerrer, i Ostenaco, visitaren Anglaterra, i foren rebuts per Jordi III.
El 1763 el rei Jordi III d'Anglaterra va signar la Proclamació Reial que prohibia als colons assentar-se més enllà de la línia marcada al llarg dels Apalatxes, i poc després Cune Shote i Attakullakulla (petit fuster) de Tanasi, que havia visitat ja Londres el 1730, participaren en la Conferència d'Augusta amb el superintendent John Stuart. Van rebre presents de carn i rom, i la promesa que no els ocuparien les terres. El 1764 dos comerciants escocesos s'establiren entre els cherokees i s'hi barrejaren, Alexader Cameron i John MacDonald, avi del futur cap Kooweskoowe/John Ross. Però també s'hi establiren molts bergants procedents d'Europa amb rom i deutes que els forçaran a cedir terres, tot i la prohibició reial.

### Tractats amb els estatunidencs
John Stuart, ara instal·lat a Mobile (ciutat d'Alabama) i cap d'Afers Indis del Sud-est, aconseguí apaivagar-los un temps amb la cessió de terres de cacera cherokee el 1768 amb Oconostota. I el 1765 els enviaren el primer professor blanc, John Hemmerer. Però Daniel Boone va conduir molts colons per les gorges de Cumberland fins a Kentucky i Tennessee, on adoptarien les dones i alguns costums dels indis, però els delmaren la terra i els recursos.
El març del 1775 Daniel Boone i l'especulador Richard Henderson obligaren Attakullakulla, Oconostota i altres cabdills a cedir Kentucky i Tennessee, la meitat del seu territori, amb la vila de Tanasi, a canvi de 10.000 lliures en mercaderies. Però s'hi oposa el fill d'Attakullakulla, Tsiyu Gansini o Dragging Canoe, que marxa amb alguns fidels a Chickamauga, on durant vint anys farà una guerra de guerrilles contra els invasors, ja que s'adonaren que els blancs els prendrien les terres igualment. A finals del segle xviii centralitzaren el seu govern i la revolució destruí moltes de les seves ciutats, malgrat que alguns d'ells ajudaren als revolucionaris.
Quan esclatà la revolució americana el maig del 1776 a Chota es reuniren delegats iroquesos, lenapes i shawnee per fer un front comú davant Henry Stuart, superintendent d'afers indis, contra els blancs i mantenir la frontera. Tsiyu Gansini s'uneix als anglesos, i rep el suport de Henry Hamilton, tinent governador del Canadà, que li paga les cabelleres, però el 1778 els britànics l'abandonaren i el seu grup patí una verola que en matà 2.500; per la seva banda, Attakullakulla i la seva neboda, Nancy Ward, que s'havia destacat lluitant contra els creek el 1775, decidiren ajudar els colons rebels. Tot i així, el 1777 els nord-americans atacaren als cherokees, i derrotats en escaramusses i amb les seves ciutats en ruïnes, la majoria dels líders de la ciutat cherokee van buscar la pau i pel tractat de Dewitt's Corner cediren les Carolines i el territori al nord del Little Tennessee i marxaren a Chattanooga. El 25 de novembre del 1785 Nancy Ward signaria el tractat de Hopewell, renovat el 1791, pel qual obtingueren terres i un diputat al Parlament georgià. Adoptaren també la ramaderia llanera i construïren algunes carreteres i ponts. Però Tsiyu Gansini continuava matant els colons de la frontera, cosa que provocaria que els colons, liderats per John Sevier, fundessin un "estat de Franklin" i que el 1788 matessin sota bandera de treva caps ancians, incloent-hi Onitositah. Tsiyu Gansini els va venjar, però va morir el 1792, després d'haver ajudat Little Turtle a vèncer Arthur Saint-Clair. Per aquest motiu abandonaren gradualment Chota, que el 1799 només tenia 5 cases i el 1805 només un habitant.

### La nació Cherokee
El 1793 pactaren amb Espanya i per la tardor del 1794 signaren un nou tractat de pau amb els Estats Units, pel qual els nord-americans construirien un blocau a Tellico, vora les ruïnes de Fort Loundon, i alhora els proporcionaren arades, telers i estris de pagès per tal d'aculturar-los i que no necessitessin més terres, i així canviar-los el sistema de relació (les dones s'encarregaven del camp, els papers eren igualitaris però no intercanviables, alhora que creien que l'arada feia mal a la terra); el nou centre del país cherokee estava al nord de Geòrgia i al sud de Tennessee, veïns dels creek; el 1799 els nord-americans els obriren una escola a Darmouth. Fins i tot, el 1800 acceptaren missions cristianes amb la condició de construir escoles (el 1825 ja n'hi havia 12). Però el 1802 el govern federal signà un pacte amb el de Geòrgia que inclou una clàusula que preveu que els indis de l'estat puguin ser expulsats pel govern federal. El 1809 ja tenien 1.500 telers i 500 arades, així com molins de blat i carreteres. La seva societat era matrilineal, i qualsevol blanc podia esdevenir ciutadà cherokee si es casava amb una cherokee, i els fills eren indis del tot, però l'enriquiment contradeia el principi de redistribució de la terra. L'aculturació els provocava baixa autoestima, alcoholisme i violència. James Vann (mort el 1809), mestís i considerat el cherokee més ric, era l'amo d'una taverna, amb 50 esclaus, quatre esposes i una gran mansió a Geòrgia. Endemés, els missioners cristians ridiculitzaven la seva religió.
Ja el 1808 el president Thomas Jefferson els pressionà perquè es traslladessin més enllà del Mississipi. Així, uns 2.000 marxaren, pressionats o subornats, per continuar la seva vida tradicional. Aquesta crisi provocaria que el 1811 aparegués el moviment de la Dansa del Fantasma Cherokee del bruixot Tsali, que afirmava tenir visions contra els blancs i els indis que acceptaven llur mode de vida, i que reclamava el retorn de les "ciutats estimades". Alhora, el profeta shawnee Tenskwatawa, germà de Tecumseh, predicava quelcom semblant entre els creek, una guerra final per expulsar els invasors. Cap al 1811 els Red Sticks creek es van revoltar contra els Estats Units i el 1813 destruirien Fort Mimms, però el cabdill cherokee Junaluska va ajudar el president Andrew Jackson contra els creek a Horseshoe Bend (març 1814, on fins i tot li salvà la vida), juntament amb els caps Kahnungdatlageh (El que camina sobre el cim de la muntanya) o Major Ridge i el mestís Kooweskoowe o John Ross. Per aquesta raó foren odiats per les tribus dels voltants.
El 1820 alguns mestissos van fer algunes plantacions, ja que es barrejaren amb anglesos i escocesos, educats entre els blancs, i cap al 1822 adoptaren com a membres de la tribu 1.277 esclaus negres.

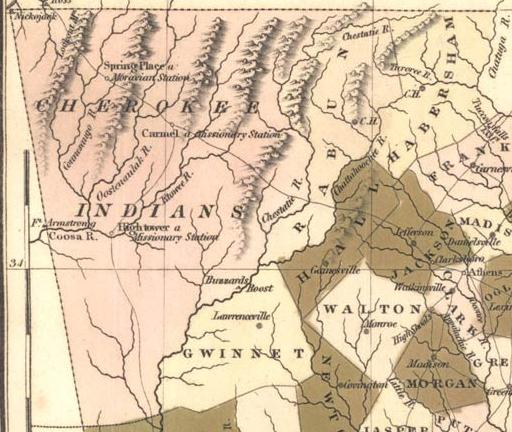
Territori Cherokee, 1822

Pel juliol del 1827 redactaren també una constitució republicana i formaren un govern molt semblant al dels Estats Units, que consagra la divisió de poders i la sobirania nacional sobre la terra. Transformaren els sentiments ètnics en una república sobirana. Els òrgans de govern eren el Consell General i un Comitè Nacional (Assemblea), que tenia poder per a vendre terres als blancs, ja que des del 1808 el Codi Legal cherokee va instaurar la pena de mort a qui venia terres sense permís. La capital n'era New Chota (avui dia Calhoun, Geòrgia). Hi participarien, a més de John Ross i Major Ridge, Kuhleganah Watie/Elias Boudinot i John Ridge, fill de Major. Alhora, el 1821 adoptaren un alfabet propi de 85 signes (sil·labari cherokee), creat per George Guess o Sequoyah (1770-1843), cherokee illetrat d'Arkansas, coix d'una cama i fumador en pipa que no sabia escriure ni parlar anglès, però excel·lent argenter. El 1809 havia començat a idear signes per a paraules i el 1821 es decidí per un sistema sil·làbic de 86 caràcters fàcil d'aprendre, de manera que el 1824 gairebé tots ells estaven alfabetitzats, i en el qual Elias Boudinot, casat amb una blanca i que el 1826 havia fet una gira de lectures per recollir diners per a una impremta, va editar el 1828 el setmanari bilingüe Cherokee Phoenix.
El 1823 el cap Path Killer, portaveu del consell, Major Ridge, i el president de la nació durant uns 40 anys, el mestís John Ross (1790-1866), negaren la cessió de terres al govern federal i afirmaren novament la sobirania sobre la terra. El 1826 tenien 22.000 vaques, 7.600 cavalls, 46.000 porcs, 2.500 ovelles i 726 telers, així com 18 escoles i 2.943 arades. Els occidentals eren 7.000, i els orientals 13.563. Hi havia 147 homes i 73 dones blancs casats amb cherokees, i tenien 1.277 esclaus negres. Però el 1828 es va descobrir or a Smoky Mountain, al territori que se'ls havia adjudicat, cosa que provocà invasió de colons blancs, i per això el govern estatal de Geòrgia els pressionà perquè cedissin terres. El mateix any, Jackson i l'estat de Geòrgia van declarar nul·la i sense valor l'existència de la nació cherokee, i considerà delicte reunir el Parlament cherokee a New Echota i Etowah, que es trobaven en territori georgià. Els prohibiren fer prospeccions auríferes i no els permeteren declarar als tribunals, perquè "no eren cristians".

### El Nunna daul Tsuny (camí de les llàgrimes)
El 1830 el Congrés dels Estats Units va votar el Decret de Removal dels indis a l'oest del Mississippí. Però els cherokees no ho acceptaren. El 1828 nomenaren cap principal John Ross, i decidiren plantar batalla legal: els casos Cherokee Nation vs. Georgia (1830) i Worcester vs. Georgia (1832). El 1831 el Tribunal Suprem dels Estats Units i el secretari de justícia, John Marshall, els van donar parcialment la raó: els indis són servant domestic nations (nacions domèstiques dependents), protectorats semi-sobirans, relacionades només amb el govern federal i no pas amb els estats, de manera que el Tribunal Suprem Georgià no tenia poder sobre ells.
La tribu es va dividir en dos grups. El Partit del tractat, presidit per John Ridge i Elias Boudinot, amb uns 15.000 cherokees, que decideixen acceptar l'inevitable i negociar les millors condicions possibles; l'altre, el Partit nacional, un miler aproximadament, comandat pel president John Ross, van decidir plantar cara. D'altra banda, el 1819, un centenar de cherokees s'amagaren a les muntanyes Smoky, liderats per Yonaguska (Os que s'ofega, 1750-1838).

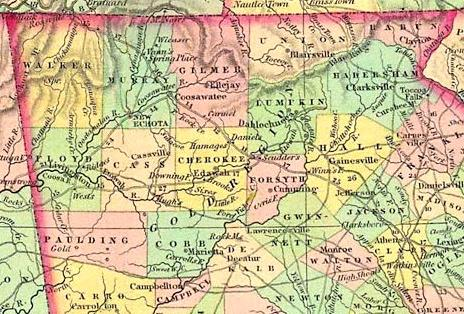
Repartiment del territori cherokee, 1834

El 1838, poc abans de morir, encoratjà unes 49 famílies (300 individus) a fer el mateix i formaren els Oconalufte Cherokee o Eastern Band. Ajudats per William Thomas, nen blanc adoptat per Yonaguska, home de negocis i advocat dels cherokees, el 1835 aconsegueix que els facin ciutadans de Carolina del Nord. Uns 200 lluitarien amb els Estats Confederats d'Amèrica.
Ross va acomiadar Boudinot del diari, però el 1835 l'estat de Geòrgia segrestà la impremta. Es violaren les sentències judicials i es va fer una campanya d'assetjament, tot empresonant Ross i els seus partidaris. Així el Senat els obligà a signar a casa d'Elias Boudinot el tractat de New Echota, segons el qual els obligaven a cedir les terres que els quedaven (més de 20.000 km²) a canvi de 5 milions de dòlars i terres a Oklahoma. El tractat fou aprovat pel Senat dels Estats Units el maig del 1836 malgrat les protestes de John Quincy Adams, que ho considerava vergonyant, i els donaren de termini dos anys per marxar, però això no impedí que els blancs envaïssin el territori abans d'hora. Junaluska viatjà inútilment a Washington per intentar convèncer Jackson. L'estiu del 1838 foren traslladats: marxaren 16.000 cherokees, dels quals 4.000 moriren pel camí, entre ells Quatie Ross, esposa del president.

### Establiment a Oklahoma
Els 12.000 que hi arribaren s'uniren als 3.000 vells colonitzadors que s'havien anat uns anys abans amb Sequoyah. Alhora, esclatà una guerra civil entre els partidaris del tractat i el Partit nacional el juny del 1839, que provocà la mort de Major i John Ridge i d'Elias Boudinot. Stand Watie, germà de Boudinot, n'acusà John Ross, però aquest rebé el suport de Sequoyah i crearen una nova constitució, en què es considera la terra com a patrimoni comú de la nació, que no fou acceptada definitivament fins al 1845, quan Stand Watie i el Partit del tractat dirigiren la seva còlera contra el govern dels Estats Units.
S'uniren a les cinc tribus civilitzades (seminola, creek, choctaws i chickasaw) després de ser establerts a Arkansas el 1835, i definitivament a Oklahoma el 1840. El 1846 signaren un nou tractat amb el govern dels Estats Units per compensar-los de les pèrdues, mercè el qual reberen 5 milions de dòlars d'indemnitzacions que utilitzaren per a finançar obres públiques. Reobriren el diari bilingüe Cherokee Defender, dirigit per David Carter; construïren una nova capital, Tahlequah, seu de la Casa del Consell i de la Cort Suprema. D'aquesta manera, el 1850 havien obert 20 escoles i dos seminaris, i editaren la Bíblia, lleis i un almanac en cherokee el 1855. Alhora, el 1850 es fundà la Keetowah Society, cercle d'oposició a Stand Watie format per grups tradicionalistes contraris a adoptar la civilització blanca.
Quan esclatà la Guerra Civil nord-americana, John Ross intentà mantenir-se aliè al conflicte i fidel als Estats Units, però quan els confederats atacaren el país, fou pressionat per Stand Watie i el Partit del tractat, que eren majoritàriament plantadors amb esclaus, i per això l'agost del 1861 pactà amb els confederats. Això provocà que l'exèrcit del nord envaís el país cherokee, fes presoner Ross i se l'endugués a Washington. Watie esdevé general de brigada confederat, el 1863 atacà Tahlequah i fou el darrer a capitular. El conflicte suposà per als cherokees epidèmies de còlera i verola, per les quals morí el 25% de la població, el 25% dels nens restaren orfes i el 33% de les dones, vídues.
Ross fou alliberat el 1865 i tornà a un país en ruïnes. Va celebrar el consell a les ruïnes de Talehquah, on els partidaris de Watie intentaren desacreditar-lo. Alhora, els Estats Units intentaren forçar noves cessions de terres i de sobirania com a càstig per ajudar els confederats. El 19 de juliol del 1866 negociaren un nou tractat amb els Estats Units: Elias Boudinot i William Adair, coronels dels Estats Units, John Rollin Ridge, Saladin Watie i Richard Fields, i evitaren obrir el seu territori a les corporacions ferroviàries. Ross moriria l'1 d'agost del 1866. El 1860 es va traduir la Bíblia al cherokee, ja que majoritàriament són baptistes.

## Fi del territori indígena
Després de la guerra reconstruïren Talehquah, reobriren impremtes i escoles i alliberaren esclaus, que des d'aleshores seran ciutadans cherokees. Però des d'aquells anys, moltes tribus de les planures foren confinades també a Oklahoma. William Ross, nebot de John i graduat a Princeton, lluità contra l'especulació i els nous emigrants del ferrocarril. El 1872 va protestar davant del Congrés dels Estats Units per la invasió de terres, malgrat els esforços fets pel cap de la BIA, Ely Parker, i Helen Hunt Jackson, autora d'A century of dishonour (1881). El 1881 el cap Nimrod Jenner Smith va obrir escoles quàqueres. Pel que fa al grup de Carolina, el 1880 el xaman Ayuñini/Swimmer (1835-1899) facilità informació a James Mooney sobre medicina, botànica, mitologia i història dels cherokees a la reserva Qualla. Així, el 1890 compondria l'estudi Myths of the cherokee and sacres formuls of the cherokee, en un moment en què les escoles dels blancs aculturaven els indígenes, suprimien l'escriptura de Sequoyah i volien suprimir a cops l'indígena que duien dintre.
El 1887 fou aprovada la Dawes Act (per Henry Dawes, senador per Massachusetts), que volia acabar amb la propietat comunal de la terra indígena, que havia de ser dividida en parcel·les privades de 160 hectàrees per família, i l'excedent, ocupat pels blancs. Així, el 1890 el govern dels Estats Units s'annexà la meitat del territori indígena (ara Oklahoma), i el 1893 la Sortida Cherokee (11.000 km² de planures) foren obertes a 100.000 colonitzadors blancs. Malgrat els recursos presentats pels cherokees, el 1898 s'aprovà la Llei Curtis, que dissolia els governs nacionals de les Tribus Civilitzades i abolia la titularitat indígena de la terra. Molts blancs s'inscriviren com a indígenes i obtingueren terra gratis, malgrat els esforços del president cherokee Tom Buffington (1899-1903). El 1905 els cherokees i les altres tribus civilitzades intentaren crear el Sequoyah State, estat indígena amb constitució pròpia, però el Congrés el va anul·lar i el 1907 fou creat l'Estat d'Oklahoma, i les seves terres foren obertes a la colonització. Els aculturats es convertiren en membres prominents de l'estat (Robert Latham Owen fou senador de l'estat el 1907), mentre els tradicionals s'amagaven a les muntanyes. El grup de Keetowah va boicotejar les inscripcions de terres; rebutjaren els xecs per les rendes i drets reials. Desil·lusionats de la política, restabliren l'antiga religió cherokee guiats pel visionari Redbird Smith (mort el 1918).

## Els cherokees avui dia
Cap al 1930, la reserva Xualla (Carolina del Nord) es trobava pobra i superpoblada, fins que el New Deal de Franklin D. Roosevelt nomenà com a cap de la BIA John Collier, que va aprovar la Llei de Reorganització Indígena. Des del 1934 s'ensenya el cherokee a les escoles i s'obrí un parc natural a les Smoky, on els indígenes treballarien com a llenyataires, guies i artesans. Darrerament, fins i tot, s'hi ha creat una fàbrica de miralls de propietat comunal. Tanmateix, la Tennessee Valley Autority va inundar els assentaments de Chota, Tanasi, Tellico i Fort Loundon, malgrat l'oposició dels indígenes, ecologistes i historiadors, ja que no té utilitat pràctica. Els presidents de l'Eastern Band han estat J. Blythe (1931-1947), O. B. Saunokee (1951-1953), J. Blythe (1955-1959), Osley Bird Saunokee (1959-1963), Jarrett Blythe (1963-1967), John. A. Crowe (1975-1983), Robert Youngdeer (1983-1987) i Jonathan Taylor (1987-?).
El 1960 el govern federal els hagué de pagar 14.789.000 $ en concepte de terres arrabassades il·legalment. Aleshores fundaren a Oklahoma l'Original Cherokee Community Organisation, per tal de defensar els drets de cacera. El mateix any, a més, fou localitzat i reconegut com a membre de la nació cherokee un grup d'Ohio.
El 1971 William Meyer, també conegut com a Yonv'ut'sisla (Ós ardent), va escriure Native Americans, the new indian resistence, en què recorda que ells ja hi eren abans que Colom, i que aquest no fou el primer a visitar Amèrica. Alhora, els cherokees d'Oklahoma nomenaren un nou govern el 1970, i el 1975 adoptaren una nova constitució. El 1990 la presidenta n'era Wilma Mankiller. El 1977 el cap cherokee Jim Durham dirigí el IITC, però el 1979 decidí trencar amb l'AIM i donà suport als que s'oposaven a Qualla al projecte Timberlake, que volia inundar part de les seves terres.
El 1999 el condemnat a mort Darrel Keith Rich Young Deer, cherokee condemnat per l'assassinat de quatre dones i nenes el 1978, va denunciar l'estat de Califòrnia per negar-li la cerimònia ritual de la seva tribu abans d'executar-lo, i a més li van prohibir la presència de consellers espirituals cherokees, tot per raons de seguretat.

## Llista de cherokees cèlebres
| - Attakullakulla - Stalking Turkey - John Ross - Nancy Ward - Dragging Canoe - Sequoyah - James Vann - Major Ridge | - Samuel Houston Mayes, violoncel·lista - John Ridge - Elias Boudinot - Stand Watie - John Rollin Ridge - Redbird Smith - Will Rogers - John Milton Oskison - Emmett Starr | - Ruth Muskrat - Lynn Riggs - Iron Eyes Cody - Carroll Arnett - Marilou Awiatka - Robert Conley - Jimi Durham - Robert Franklin Gish | - Diane Glancy - Thomas King - Jimi Hendrix - Tina Turner - Johnny Cash - Betty Louise Bell - Wes Study - Wilma Mankiller |